# Boșorod
Boșorod é uma comuna romena localizada no distrito de Hunedoara, na região histórica da Transilvânia. A comuna possui uma área de 126.77 km² e sua população era de 2.053 habitantes segundo o censo de 2007.